# Mercoledì delle ceneri (film)
Mercoledì delle ceneri (Ash Wednesday) è un film del 1973 diretto da Larry Peerce. Il titolo prende spunto dal fatto che l'azione si svolge nella notte fra il martedì grasso e il mercoledì delle ceneri.

## Trama
Una donna di mezza età il cui matrimonio è sull'orlo della crisi decide di sottoporsi ad un intervento di chirurgia estetica sperando che questo riporti il marito da lei. Le sue speranze sembrano essere disattese, ma mentre lo aspetta in un'esclusiva località sciistica viene avvicinata da un uomo molto più giovane di lei che sembra molto interessato.

## Produzione
Molte scene del film furono girate a Cortina d'Ampezzo.

## Critica
«Melodramma gerontofilo... dialoghi e inquadrature sembrano quelli di un fotoromanzo».

## Riconoscimenti
- 1974 - Golden Globe
  - Nomination Migliore attrice in un film drammatico a Elizabeth Taylor

## Curiosità
Nel film c'è la scena di un vero lifting facciale, eseguito su una donna somigliante a Elizabeth Taylor, che, nella sequenza iniziale del film, appare decisamente più invecchiata rispetto ai suoi 41 anni grazie al trucco.